# 1882

## Събития

### По света
- 24 март – Немският учен Роберт Кох обявява откриването на бактерията причинител на болестта Туберкулоза.
- 29 март – В САЩ е създадено католическото братство „Рицарите на Колумб“ („Knights of Columbus“), понастоящем с около 1,8 милиона членове.
- 3 април – В Сейнт Джоузеф, щат Мисури е застрелян Джеси Джеймс, известен бунтар или бандит от Дивия запад.
- 20 май – Оформен е Тройният съюз между Германия, Австро-Унгария и Италия.
- 6 юни – Циклон в Арабско море причинява голямо наводнение в пристанището на Бомбай, Индия, което довежда до хиляди човешки жертви.
- 28 юни – Подписана е Англо-Френска конвенция, която маркира териториалните граници между Гвинея и Сиера Леоне.
- 11 юли – Британски войски окупират Александрия и Суецкия канал.
- 26 юли – Бурите основават република Стелаланд в Южна Африка.
- 14 октомври – Основан е университета на Пенджаб в Лахор, Пакистан.
- Създаден е ФК Тотнъм Хотспърс от ученици по богословие към църквата „Вси Светии“, членове също и на отбора по крикет Хотспър Крикет Клъб.
- Начало на износа на замразено месо от Нова Зеландия.

### В България
- 5 юли (23 юни стар стил) – Съставено е седмото правителство на България, начело с Леонид Соболев.
- 26 декември – Официално е открит новият княжески дворец в София, построен по проект на австрийския архитект Виктор Румпелмайер по поръчка на княз Александър I Батенберг.
- Създадена е първата пивоварна в България в град Шумен. Започва производството на Шуменско.

## Родени
- Едуард Муни, американски духовник
- Георги Скрижовски, български революционер
- Богдан Югович Хайнц, войвода на сръбската пропаганда в Македония
- Борис Илиев, български революционер
- Братя Манаки, кинопионер
- Георги Мучитанов, български революционер
- Деян Йекич, сръбски революционер
- Ичко Бойчев, Български революционер
- Люба Ивошевич, поетеса, деец на БКП
- Никола Хаджиташев, български революционер
- Павел Флоренски, руски богослов
- Панде Суджов, български революционер
- Петър Чаулев, български революционер
- Тодор Дочев, български революционер
- 1 януари – Иван Антонов, български революционер и духовник
- 6 януари – Александра Екстер, руска художничка
- 17 януари – Елена Владимировна, руска княгиня
- 18 януари – Алън Милн, английски писател
- 19 януари – Александър Миленков, български художник († 1971)
- 25 януари – Вирджиния Улф, британска писателка († 1941)
- 30 януари – Теодор Траянов, български писател
- 30 януари – Франклин Делано Рузвелт, 32-ри президент на САЩ († 1945)
- 1 февруари – Владимир Димитров – Майстора, български художник († 1960)
- 2 февруари – Джеймс Джойс, ирландски писател и поет († 1941)
- 3 февруари – Добри Немиров, български писател
- 5 февруари – Луи Вагнер, френски автомобилен състезател
- 15 февруари – Франческо Айец, италиански художник
- 24 февруари – Стоян Романски, български езиковед
- 27 февруари – Тодор Георгиев, български военен деец
- 5 март – Павел, български духовник и архиерей
- 9 март – Коста Лулчев, Български политик, социалдемократ
- 23 март – Еми Ньотер, немска математичка
- 25 март – Арсени Йовков, български революционер
- 30 март – Мелани Клайн, австрийско-британска психоаналитичка
- 31 март – Корней Чуковски, руски писател
- 27 април – Боян Пенев, български филолог
- 6 май – Георги Атанасов, български композитор и диригент († 1931)
- 9 май – Джордж Баркър, американски художник
- 13 май – Жорж Брак, френски художник
- 20 май – Сигрид Унсет, норвежка писателка
- 13 юни – Олга Александровна, велика руска княгиня
- 15 юни – Йон Антонеску, румънски генерал
- 17 юни – Игор Стравински, руски композитор, диригент († 1971)
- 29 юни – Марку Беза, румънски писател и дипломат
- 30 юни – Георги Димитров, български политик (18 юни стар стил)
- 7 юли – Янка Купала, беларуски писател
- 20 юли – Иван Ингилизов, български революционер
- 11 август – Кимон Георгиев, български политик
- 28 август – Ернст Вайс, австрийски писател († 1940 г.)
- 4 септември – Леонхард Франк, немски писател († 1961 г.)
- 27 септември – Апостол Дограмаджиев, български революционер
- 29 септември – Пандо Кляшев, български революционер
- 2 октомври – Борис Шапошников, съветски маршал
- 5 октомври – Робърт Годард, американски изобретател
- 19 октомври – Умберто Бочони,
- 24 октомври – Имре Калман, унгарски композитор
- 30 октомври – Гюнтер фон Клуге, германски офицер
- 6 ноември – Санда Йовчева, българска писателка, журналистка и преводачка
- 13 ноември – Добри Даскалов, български революционер
- 14 ноември – Янаки Моллов, български икономист и политик
- 4 декември – Стефан Гевгалов, български просветен деец
- 7 декември – Георги Райчев, български писател
- 15 декември – Димитър Маджаров, български революционер
- 16 декември – Золтан Кодай, унгарски композитор
- 19 декември – Петър Юруков, български революционер
- 23 декември – Спиридон Казанджиев, български психолог

## Починали
- Васил Личев, български революционер
- 7 януари – Игнаци Лукашевич, полски аптекар и изобретател на газената лампа
- 14 януари – Теодор Шван, немски биолог
- 11 февруари – Франческо Айец, италиански художник
- 3 април – Джеси Джеймс, обявен извън закона бунтар/бандит от Дивия запад
- 9 април – Данте Габриел Росети, английски поет, художник и съосновател на художественото течение на прерафаелитите
- 19 април – Чарлз Дарвин, английски учен
- 27 април – Ралф Уолдо Емерсън, американски мислител и писател
- 2 юни – Джузепе Гарибалди, италиански революционер и политически деец
- 7 юли – Михаил Скобелев, руски офицер
- 16 август – Огюст-Александър Дюкро, френски генерал
- 29 август – Йордан Хаджиконстантинов-Джинот, български просветен деец
- 23 септември – Фридрих Вьолер, немски химик
- 29 септември – Мария-Пия Бурбонска, херцогиня на Парма и Пиаченца
- 6 декември – Антъни Тролъп, английски писател
- 6 декември – Вернер фон Сименс, немски изобретател, индустриалец
- 27 декември - Джовани Лози, италиански духовник